# 杉崎重光
杉崎 重光（すぎさき しげみつ、1941年 - ）は、日本の大蔵官僚である。東京国税局長、証券取引等監視委員会事務局長、国際通貨基金（IMF）副専務理事、損害保険ジャパン総合研究所理事長、ゴールドマン・サックス証券副会長などを歴任する。義父は政治家の金子一平である。

## 来歴・人物
1941年に東京で生まれ、東京都立大学附属高等学校を経て、東京大学教養学部教養学科を卒業する。在学中に国家公務員上級甲種試験（経済）に合格する。1964年に大蔵省へ入省（大臣官房財務参事官付）し、行政官在外研究員制度でコロンビア大学へ留学する。米国留学組に藤原武平太らがいる。
1967年にコロンビア大学大学院国際関係論修士課程を修了し、8月に帰国して主税局国際租税課租税協定係長となる。1970年に地方勤務で左京税務署長となる。
1971年7月に国際金融局総務課長補佐（企画調整・渉外）、1974年7月に主税局国際租税課長補佐（総括）、1976年11月にアジア開発銀行総裁補佐官、1979年7月に大平正芳内閣の大蔵大臣秘書官を経て、1980年6月に石川県総務部長、1982年に大臣官房参事官、1985年7月に主税局国際租税課長、1986年6月に主税局調査課長、1988年6月に主税局総務課長、1989年6月に名古屋国税局長、1990年7月に大臣官房参事官（副財務官）、1991年6月に大臣官房審議官（国際金融局担当）を歴任した。1992年に東京国税局長の後に、1993年に証券取引等監視委員会事務局長となる。1994年に日本人初のIMF特別顧問、1997年から2004年にアジア枠のIMF副専務理事を務めた。
IMF退職後は実業界へ転じ、損害保険ジャパン顧問および損保ジャパン総合研究所理事長に就任する。2007年からゴールドマン・サックス証券副会長として日本部門を担当する。

## 大蔵省同期
野田毅、田波耕治（大蔵事務次官、内閣官房内閣内政審議室長）、涌井洋治（JT会長、大蔵省主計局長、大臣官房長）、加藤隆俊（IMF副専務理事、財務官）、野口悠紀雄（経済学者）、坂本導聡（経済企画庁総合計画局長）、秋山昌廣（防衛事務次官）、竹内克伸（国土事務次官）などがいる。

## 著書
- 『インド・パキスタンの投資関連税制便覧』（杉崎重光編、アジア経済出版会、1986年）